# Franco del Vaud
Il franco (franc) è stata la moneta del cantone svizzero di Vaud tra il 1798 ed il 1850. Era suddiviso in 10 batz, ognuno di 10 rappes.

## Storia
Il Frank era la valuta della Repubblica Elvetica dal 1798. La Repubblica Elvetica cessò di emettere monete nel 1803. Il canton Vaud ha coniato monete tra il 1805 ed il 1845. Nel 1850, fu introdotto il franco svizzero con un cambio di 1½ CHF per = 1 Frank di Vaud.

### Concordato
Nel 1825 il cantone partecipò ad accordo monetario ("Concordato") con altri cantoni per uniformare i tipi e soprattutto i valori delle monete. Dell'accordo facevano parte: Argovia, Basilea, Berna, Friburgo, Soletta e  Vaud. 
L'accordo prevedeva l'emissione di monete con i seguenti nominali: 5, 2½, 1 e ½ Batzen e di 1 Kreuzer (= ¼ Batzen)
|          | 1/4 | 1/2 | 1 | 2½ | 5 |
| -------- | --- | --- | - | -- | - |
| Argovia  | x   | x   | x |    | x |
| Basilea  |     | x   | x |    | x |
| Berna    |     | x   | x | x  | x |
| Friburgo | x   | x   | x |    | x |
| Soletta  | x   | x   | x | x  | x |
| Vaud     |     | x   | x |    | x |

Al rovescio delle monete c'era una croce con "C" al centro e la scritta "die concordier(enden) Cantone der Schweiz" (I cantoni concordanti della Svizzera). Per Vaud la scritta era in Francese: "Les cantons concordants de la Suisse".
Al diritto ogni cantone poneva il proprio stemma.
Obiettivo del "Concordato" era eliminare l'eccesso delle proprie monete frazionali e vietare le monete di minor valore provenienti dal resto della Svizzera.
La maggior parte delle monete fu coniata nel 1826. Le ultime furono coniate a Vaud nel 1834.
Le monete concordanti di Vaud furono quelle da 5 Batzen coniate nel 1826, 1827, 1828, 1829, 1830 e 1831, e  da 1 Batzen (1826-1834).

## Monete
Il canton Vaud ha coniato un neutaler da 40 batz o 4 franchi in argento nel 1812. 
In precedenza aveva posto delle contromarche su alcuni vecchi pezzi francesi assegnando loro il valore di 39 batz. La stessa procedura era stata praticata a Berna dove però il valore era stato di 40 Batzen. Le monete usate furono: lo scudo con l'alloro (écu aux lauriers) di Luigi XV e Luigi XVI, lo scudo della Convenzione (écu conventionel) e la moneta da 6 lire (six livres).
Le altre monete d'argento furono coniate con i valori da 20, 10 batz tra il 1804 ed il 1823. Nel 1845 è stata coniata una moneta da 1 franco, datata 10 agosto. 
Le monete da 5 batz, anche queste d'argento, furono coniate quasi tutti gli anni nel periodo dal 1804 al 1814 e di nuovo annualmente come monete concordate dal 1826 al 1831.
In biglione furono coniate le monete da 1 e 1/2 batz e da 2½ ed 1 rappe.